# متحف الفن والتاريخ
متحف الفن والتاريخ هو متحف عام في بروكسل في دولة بلجيكا، وهو واحدٌ من  المتاحف الملكية للفن والتاريخ. يقع المتحف في متنزه سانكونتُنير، ودُعي سابقاً بمتحف سانكونتُنير، واستمر على هذا الاسم حتى شهر مايو من عام 2018. يُعتبر متحف الفن والتاريخ واحداً من أكبر متاحف أوروبا.

## المجموعات
تُقسم مجموعات متحف الفن والتاريخ إلى 4 أجزاء:

### الآثار الوطنية
يحوي المتحف مجموعة من القطع الأثرية الوطنية التي يعود تاريخها إلى عصور ما قبل التاريخ، وحقبة الغال الرومانية وصولاً إلى سلالة الميروفنجيين التي حكمت المنطقة (نحو العام 751 ميلادي).

### الحضارات القديمة
يحوي المتحف مجموعة تتضمن أعمالاً فنية من الحضارات الرومانية والإغريقية والمصرية القديمة. بالإضافة إلى الكثير من بقايا الآثار المهمة والمدهشة التي تعود إلى أفاميا وسوريا، من بينها جزءٌ من الشارع الرئيس في المدينة التاريخية والأروقة والأرضيات الفسيفسائية البارزة. تحوي المجموعة الرومانية أيضاً نموذجاً كبير القياس يمثّل مدينة روما خلال القرن الرابع ميلادي.

### حضارات غير أوروبية
يحوي المتحف مجموعات مهمة من القطع الأثرية المأخوذة من دولٍ في آسيا، مثل الصين واليابان وكوريا وجنوب شرق آسيا، والأمريكيتين (حضارات من العصر ما قبل الكولمبي والمجتمعات المعاصرة) وأوقيانوسيا (تحديداً جزيرة الفصح) والعالم الإسلامي.

### فنون زخرفية أوروبية
يحوي المتحف فنوناً مزخرفة من العصور الوسطى في أوروبا وحتى القرن العشرين، منها:
- المنحوتات
- الأثاث
- قسمٌ كبير ومهم من النسيج
  - قماش النجود الفلمنكي
  - الأثواب والملابس الوطنية
  - الدانتيل المُصنع بالإبرة والدانتيل المُصنع بالبكرة، أجزاء من المجموعة الملكية
- الفن الخزفي
- المعادن
- أواني الشراب
- عربات تجرها الأحصنة
- معدات تصويرية وسينمائية